# Фаенца
Фаенца (итал. Faenza) град је у северној Италији. Град је значајан град округа Равена у оквиру италијанске покрајине Емилија-Ромања.
Фаенца је чувена по квалитетној керамици (тзв. мајолика). Значај града на овом пољу је био толики да је пажљиво и квалитетно осликана керамика у више боља прозвана по самом граду - фајансна керамика.

## Природне одлике
Град Фаенца налази се у југоисточном делу Падске низије, на 50 км југоисточно од Болоње и 30 км југозападно од Равене. Град се налази у равничарском крају, у подножју крајње североисточних Апенина. Кроз град протиче река Ламоне.

## Становништво
Према резултатима пописа становништва 2011. у општини је живело 57.748 становника.
| 1931.  | 1936.  | 1951.  | 1961.  | 1971.  | 1981.  | 1991.  | 2001.  | 2011.  |
| ------ | ------ | ------ | ------ | ------ | ------ | ------ | ------ | ------ |
| 46.503 | 47.189 | 48.043 | 51.076 | 54.694 | 55.167 | 54.139 | 53.641 | 57.748 |

Фаенца данас има преко 55.000 становника, махом Италијана. Током протеклих деценија у град се доселило много досељеника из иностранства.

## Партнерски градови
- Швебиш Гминд
- Темишвар
- Маруси
- Гмунден
- Талавера де ла Реина
- Ријека
- Бержерак
- Ђингдеџен
- Toki

## Галерија
- Катедрала у Фаенци
- Позориште „Масини“ у Фаенци
- Музеј керамике - симбола града
- Пример лепо украшеног тањира из Фаенце